# Sandan Zhen
Sandan Zhen (kinesiska: 散旦, 散旦镇) är en köping i Kina. Den ligger i provinsen Yunnan, i den sydvästra delen av landet, omkring 26 kilometer norr om provinshuvudstaden Kunming.
Genomsnittlig årsnederbörd är 886 millimeter. Den regnigaste månaden är juni, med i genomsnitt 181 mm nederbörd, och den torraste är januari, med 10 mm nederbörd.